# House flipping
House flipping, también conocido como Business Flipping o simplemente Flipping, es un término de origen estadounidense, utilizado en economía para describir la compra de algo que es revendido rápidamente (o "volteado") con fines de lucro. Aunque la inversión se puede aplicar a cualquier activo, el término se aplica con mayor frecuencia a inmuebles/bienes raíces, y ofertas públicas iniciales (OPI).

## Descripción y características
Voltear es un término que se usa principalmente en los Estados Unidos para describir la compra de un activo generador de ingresos y revenderlo rápidamente (o "voltearlo"; en inglés: "to flip") para obtener ganancias.
Los inmuebles se compran y venden todos los días. El vendedor hace arreglos para que un agente de bienes raíces anuncie y venda su propiedad. El agentes inmobiliarios cobra entre el 4 y el 7 por ciento del precio de venta como comisión. La venta se realiza entre el propietario de la propiedad o casa y el comprador que desea adquirirla.
Los inversores inmobiliarios utilizan el flipping para describir a alguien que compra una propiedad y luego la vende rápidamente para obtener una ganancia. Por lo general, el inversor pagará las mejoras para hacer la propiedad más atractiva. El inversionista debe tener el dinero para comprar la casa y pagar las mejoras. Los agentes inmobiliarios ni compran la casa ni la revenden (aunque ocasionalmente un agente inmobiliario también puede ser un flipper en búsqueda de ese tipo de transacción); simplemente negocian la venta.
El flipping suele implicar un riesgo alto para los inversores, ya que deben conocer el valor de una propiedad y no pagar demasiado (deben tener cuidado de no invertir demasiado en mejoras). Muy a menudo, las propiedades deterioradas o las ejecuciones hipotecarias se venden en subastas, y es posible que el comprador no pueda inspeccionar la propiedad antes de comprarla. Esto puede generar costos adicionales para solucionar problemas que no se pudieron ver al momento de la compra. Esencialmente, el flipping implica que una propiedad necesita venderse rápidamente, o de lo contrario no hay un retorno rápido del dinero invertido. Por otro lado, también existen riesgos para los compradores de viviendas invertidas ("flipped houses").

## Ofertas públicas iniciales (OPI)
Las ofertas públicas iniciales se dan cuando una empresa privada vende acciones al público por primera vez (lo que usualmente se denomina como "salida a bolsa", "hacerse público", etc.). En esos casos, el flipping consiste en comprar acciones y vender dentro de los primeros 2 a 3 días después de que la empresa se hizo pública, con la esperanza de que el precio suba rápidamente. Al mismo tiempo, las aseguradoras buscan que los inversores quieran retener acciones recién adquiridas. Debido a esto, las aseguradoras pueden incluir en sus propias lista negras a los inversores que invierten demasiadas acciones a pesar de que es legal.

## Casos famosos
En Estados Unidos abundan los ejemplos de empresarios y/o estrellas de cine que se dedican al house flipping; dentro de los últimos figuras tales como Adam Levine, Ellen DeGeneres, Diane Keaton o Leonardo DiCaprio se han convertido en algunos de los 'house flippers' más aventajados.

## Otros usos del término
En el Reino Unido, el término se utiliza para describir a los miembros del Parlamento que cambian su "segundo hogar" entre varias casas, con el objetivo de maximizar sus asignaciones financiadas por los contribuyentes.